# Koetschette
Koetschette (en luxemburguès: Kietscht; en alemany: Koetschette) és una vila de la comuna de Rambrouch, situada al districte de Diekirch del cantó de Redange. Està a uns 33 km de distància de la ciutat de Luxemburg.